# What Is Life
«What Is Life» — песня Джорджа Харрисона, вышедшая на альбоме All Things Must Pass. 15 февраля 1971 года была издана в США в виде сингла (второго сингла после хита «My Sweet Lord») вместе с треком «Apple Scruffs» на стороне «Б». 27 марта сингл «What Is Life» достиг своей наивысшей, 10-й позиции в Billboard Hot 100, сделав Харрисона первым битлом с двумя сольными композициями, попавшими в 10-ку этого чарта.
Харрисон изначально написал «What Is Life» в 1969 году для Билли Престона, но затем решил, что она была для Престона слишком попсовой. Продюсерами песни был сам Харрисон и Фил Спектор, также спродюсировавший «My Sweet Lord». В записи песни приняли участие музыканты Badfinger Пит Хэм, Джой Молланд, Том Эванс, а также Эрик Клэптон.

## Список исполнителей
- Джордж Харрисон — гитара и вокал
- Эрик Клэптон — гитара
- Бобби Уитлок — фортепиано
- Пит Хэм — акустическая гитара
- Том Эванс — акустическая гитара
- Джой Молланд — акустическая гитара
- Карл Радл — бас-гитара
- Бобби Кис — саксофон
- Джим Прайс — труба
- Джим Гордон — барабаны
- Майк Гиббинс — тамбур

## Позиции в чартах
| Чарт (1971)                      | Наивысшая позиция |
| -------------------------------- | ----------------- |
| Swiss Singles Chart              | 1                 |
| Dutch Singles Chart              | 2                 |
| German Singles Chart             | 3                 |
| Austrian Singles Chart           | 5                 |
| Norwegian VG-lista Singles Chart | 7                 |
| Billboard Hot 100                | 10                |
| Japanese Oricon Singles Chart    | 19                |

### Кавер-версия Оливии Ньютон-Джон
| Chart (1972)                  | Peak position |
| ----------------------------- | ------------- |
| Hot Adult Contemporary Tracks | 34            |
| UK Singles Chart              | 16            |